# デビッド・ベナビデス
デビッド・ベナビデス（David Benavidez、1996年12月17日 - ）は、アメリカ合衆国のプロボクサー。アリゾナ州フェニックス出身。現WBA・WBC世界ライトヘビー級統一王者。元WBC世界スーパーミドル級王者。世界2階級制覇王者。
兄は元WBA世界スーパーライト級暫定王者のホセ・ベナビデス。

## 来歴
2013年8月17日、ソノラ州プエルト・ペニャスコでデビュー戦を行い、初回KO勝ちを収めデビュー戦を白星で飾った。
2015年4月25日、アリゾナ州フェニックスのセレブリティ・シアターでロリン・ウィリアムズとNABF北米ライトヘビー級ジュニア王座決定戦を行い、初回KO勝ちを収め王座獲得に成功した。

### スーパーミドル級
2017年9月8日、ラスベガスのハードロック・ホテル・アンド・カジノ内にあるザ・ジョイントでバドゥ・ジャックの王座返上に伴いWBC世界スーパーミドル級6位のロナルド・ガブリルとWBC世界スーパーミドル級王座決定戦を行い、12回2-1（116-111、117-111、111-116）の判定勝ちを収めスーパーミドル級史上最年少となる20歳での世界王座獲得に成功した。
2018年2月17日、ラスベガスのマンダレイ・ベイ・イベント・センターでダニー・ガルシアVSブランドン・リオスの前座で、WBC世界スーパーミドル級5位のロナルド・ガブリルとダイレクトリマッチで再戦し、12回 3-0（120-108×2、119-109）の判定勝ちを収め初防衛に成功した。2018年3月8日、WBCはベナビデスをWBCの2018年3月度の月間優秀選手賞に選出した。
2018年5月、ボブ・アラムのトップランク社と契約したと発表されるが、これに元のプロモーターであったサンプソン・ボクシングがベナビデスと更新したばかりの2021年まで有効な契約があると激怒し、訴訟を起こすと、ベナビデスは契約金25万ドルをボブ・アラムに返却し、サンプソン・ボクシングのもとに戻った。
2018年9月18日、WBCが推進するボクシング・クリーン・プログラムでVADAによって8月27日にラスベガスで行われた抜き打ちのドーピング検査でベナビデスの尿サンプルからベンゾイルエクゴニン（コカインの主要代謝物質）の陽性反応が出たことが公表された。
2018年10月3日、WBCはランキングを発表してべナビデスを休養王座に認定した。
2019年9月28日、ロサンゼルス、ステープルズ・センターにてエロール・スペンス・ジュニアVSショーン・ポーターの前座で、WBC世界スーパーミドル級王者アンソニー・ディレルと対戦し、9回にディレルのコーナーが棄権の意思を示した為、KO勝ちで王座獲得に成功した。この試合でベナビデスとディレルそれぞれ100万ドル（約1億1000万円）のファイトマネーを稼いだ。
2019年10月18日、ベナビデスの指名挑戦者アブニ・イルドリムが、WBCが推進するボクシング・クリーン・プログラムによるVADAのドーピング検査で禁止物資メチルクロステボルの陽性反応が検出されるも、禁止物資の摂取はイルドリムが意図したものでなく不注意によるものとして、WBCは処分を科さない決定を下し、イルドリムを指名挑戦者に承認した。
2020年4月18日、ロアメル・アレクシス・アングロと防衛戦を行うことが決まっていたが新型コロナウイルスの影響で試合延期になった。
2020年8月15日、WBC世界スーパーミドル級15位のロアメル・アレクシス・アングロと対戦し、初防衛を目指す予定だったが、ベナビデスが14日に行われた前日計量において、スーパーミドル級の規定体重である168ポンドを2.8ポンド（1.27kg）超過する170.8ポンドを計測、再計量のため時間の猶予を与えられるもそれを拒否して体重超過となった為、ベナビデスは王座を剥奪され、アングロが勝利した場合のみ王座を獲得できる変則条件で試合を行い、ベナビデスが10回TKO勝ちをしたため王座は空位となった。
2021年3月14日、コネチカット州アンカスビルでWBC世界スーパーミドル級8位のロナルド・エリスとWBC世界スーパーミドル級挑戦者決定戦で対戦し、11回TKO勝ちで、王者のサウル・アルバレスへの挑戦権を獲得した。
2021年8月12日、ベナビデスが新型コロナウイルスに感染したため同月28日に予定されていたホセ・ウスカテギとの試合が延期されることが報じられた。
2021年10月28日、ホセ・ウスカテギと11月13日に対戦することが決定していたが、ウスカテギから禁止薬物の組み換えエリスロポエチン（rEPO）の陽性反応が出たためウスカテギが欠場になったことが発表され、PBCは代役としてカイロン・デービスが出場することを発表した。
2022年5月21日、アリゾナ州グレンデールのヒラ・リバー・アリーナにてWBC世界スーパーミドル級2位のデイビッド・レミューとWBC世界スーパーミドル級暫定王座決定戦を行い、3回TKO勝ちを収め王座獲得に成功した。
2023年3月25日、ラスベガスのMGMグランド・ガーデン・アリーナにてWBC世界スーパーミドル級1位で元IBF世界スーパーミドル級王者のカレブ・プラントと対戦し、12回3-0（115-113、116-112、117-111）の判定勝ちを収め初防衛に成功した。
2023年11月25日、ラスベガスのミケロブ・ウルトラ・アリーナにて元WBO世界ミドル級王者でWBC世界スーパーミドル級5位のデメトリアス・アンドラーデと対戦し、6回終了時にアンドラーデ陣営が棄権を申し出たことによりTKO勝ちを収め2度目の防衛に成功した。
2024年2月26日、サウル・アルバレスが、PBCとの残り2試合の契約を破棄してPBCを離脱し、マッチルーム・スポーツ・USAと契約を結んだことが報じられた。
アルバレスがPBCを離脱したことで、長年ファンや関係者から対戦を望まれており、WBC世界スーパーミドル級暫定王者であり2年以上アルバレスの指名挑戦者であるデビッド・ベナビデスとの試合が、ベナビデスがPBC所属選手であるため実現することが難しくなったが、ベナビデスは「彼の行動が多くを物語っている」として「これが最大の試合で、私と彼の試合は用意されていたのに、彼はPBCと袂を分かった。それは雄弁に物語っている」「この試合が実現しない理由は、単純明快に、カネロがそうなることを望んでいないからだ」と試合が実現しないのはアルバレスが避けているからだと語った。また、ベナビデスは、多くの選手がアルバレスと対戦したい理由は金のためだが、自身は金のためではないとして、ペイ・パー・ビューボーナスなしの、500万ドル（約8億円）のファイトマネーのみで対戦すると語った。
マイク・タイソンもアルバレスがベナビデスと対戦しないことについて、「これはボクシングにとってもメキシコにとっても恥ずべきことだ。もし俺がカネロなら、ベナビデスとの試合を受けて自分が最強であることを世界に示すだろう。でも、彼にはそれをする勇気がないようだ。彼は多くの才能があるのに勇気が欠けているのが残念だ」と非難した。
しかし、2024年3月7日に、アルバレスがマッチルーム・スポーツ及びマッチルーム・スポーツの興行を配信するDAZNとの交渉が決裂したため、プレミア・ボクシング・チャンピオンズと1試合のみの再契約をして、ハイメ・ムンギアと対戦することが発表された。
アルバレスはベナビデスとの対戦について「ベナビデスは、25ポンドの体重増加（計量から試合までの体重増加）以外になにももたらさないので、プロモーターが1億5000万ドルから2億ドル（約310億円）のオファーをするなら、俺は明日にでも戦うよ。それが俺が彼と戦う唯一の理由だ」と語った。このアルバレスの発言に対して、ベナビデスは「俺がなにももたらさないのであれば、何の価値もない相手と対戦するのになぜ1億5000万ドルから2億ドルも要求するんだ」と応戦し、オスカー・デ・ラ・ホーヤは「自分自身を高く価格設定するということは、『負けるのを恐れている』ということだ」とSNSに投稿した。また、ベナビデスの父親はアルバレスがベナビデスの計量後の体重増加を気にしているのであれば水分補給条項（増加体重制限条項）を受け入れるつもりだと語った。

### ライトヘビー級

#### 2階級制覇・2階級同時暫定王者に
2024年6月15日、ラスベガスのMGMグランド・ガーデン・アリーナにてジャーボンテイ・デービス対フランク・マーティンの前座で、WBC世界ライトヘビー級2位のオレクサンドル・グウォジクと正規王者アルツール・ベテルビエフの負傷に伴うWBC世界同級暫定王座決定戦を行い、12回3-0（117-110、119-109、116-112）の判定勝ちを収め暫定ながら2階級制覇に成功したと同時に2階級同時暫定王者となった。
2024年7月23日、WBC世界スーパーミドル級暫定王座を返上した。

#### 2団体王座統一
2025年2月1日、ラスベガスのT-モバイル・アリーナにてWBA世界ライトヘビー級レギュラー王者のデビッド・モレルとWBA・WBC暫定世界ライトヘビー級王座統一戦を行い、11回にダウンを奪われるもラウンド終了後にモレルがベナビデスを右フックで加撃する反則を犯し減点1を科せられたこともあり、12回3-0（115-111×2、118-110）の判定勝ちを収めWBC暫定王座の初防衛とWBA王座の獲得に成功、2団体王座統一を果たした。
2025年4月7日、WBCから指令されていたWBC世界ライトヘビー級正規王者ディミトリー・ビボルとの団体内王座統一戦は合意に至らず入札が翌日に行われる予定だったが、ビボルが王座を返上したためベナビデスは同日付で暫定王者から正規王者に昇格した。

## 人物・エピソード
- The Mexican Monster（メキシカン・モンスター）というニックネームは、マイク・タイソンから与えられたものである[34]。

## 戦績
- アマチュアボクシング：15戦 15勝 無敗
- プロボクシング：30戦 30勝 (24KO) 無敗

| 戦           | 日付           | 勝敗 | 時間     | 内容    | 対戦相手                         | 国籍             | 備考                                                                          |
| ------------ | -------------- | ---- | -------- | ------- | -------------------------------- | ---------------- | ----------------------------------------------------------------------------- |
| 1            | 2013年8月17日  | ☆    | 1R       | KO      | エラスモ・メンドーサ             | メキシコ         | プロデビュー戦                                                                |
| 2            | 2013年12月4日  | ☆    | 1R 2:02  | KO      | エドガー・ガルバン               | メキシコ         |                                                                               |
| 3            | 2014年1月31日  | ☆    | 1R 1:15  | TKO     | オマール・アイスプロ             | メキシコ         |                                                                               |
| 4            | 2014年4月11日  | ☆    | 1R 2:12  | TKO     | アルトゥロ・マルティネス         | メキシコ         |                                                                               |
| 5            | 2014年5月24日  | ☆    | 4R       | KO      | エリック・レベルタス             | メキシコ         |                                                                               |
| 6            | 2014年8月23日  | ☆    | 1R 1:54  | TKO     | ジャイロ・ドロレス               | メキシコ         |                                                                               |
| 7            | 2014年10月11日 | ☆    | 1R 1:36  | TKO     | ファン・エルナンデス             | メキシコ         |                                                                               |
| 8            | 2014年12月20日 | ☆    | 6R       | 判定3-0 | アザマット・ウマルゾーダ         | タジキスタン     |                                                                               |
| 9            | 2015年4月25日  | ☆    | 1R 2:59  | TKO     | ロリン・ウィリアムズ             | アメリカ合衆国   | NABF北米ライトヘビー級ジュニア王座決定戦                                      |
| 10           | 2015年5月15日  | ☆    | 2R 1:21  | TKO     | リカルド・カンピージョ           | メキシコ         |                                                                               |
| 11           | 2015年9月5日   | ☆    | 1R 0:55  | TKO     | アルベルト・グティエレス         | メキシコ         |                                                                               |
| 12           | 2015年11月14日 | ☆    | 1R 2:00  | TKO     | フェリペ・ロメロ                 | メキシコ         |                                                                               |
| 13           | 2016年1月19日  | ☆    | 2R 1:08  | TKO     | ケビン・コブス                   | アメリカ合衆国   |                                                                               |
| 14           | 2016年4月30日  | ☆    | 2R 2:07  | KO      | フィリップ・ジャクソン・ベンソン | アメリカ合衆国   |                                                                               |
| 15           | 2016年6月25日  | ☆    | 7R 1:30  | TKO     | フランシー・エンテトゥ           | コンゴ民主共和国 |                                                                               |
| 16           | 2016年8月5日   | ☆    | 10R 0:35 | TKO     | デニス・ダグリン                 | アメリカ合衆国   |                                                                               |
| 17           | 2017年1月28日  | ☆    | 2R 1:04  | KO      | シェラリ・ママジョノフ           | ウズベキスタン   |                                                                               |
| 18           | 2017年5月20日  | ☆    | 8R 1:01  | TKO     | ロヘリオ・メディナ               | メキシコ         |                                                                               |
| 19           | 2017年9月8日   | ☆    | 12R      | 判定2-1 | ロナルド・ガブリル               | ルーマニア       | WBC世界スーパーミドル級王座決定戦                                             |
| 20           | 2018年2月17日  | ☆    | 12R      | 判定3-0 | ロナルド・ガブリル               | ルーマニア       | WBC防衛1→休養王座に認定                                                       |
| 21           | 2019年3月16日  | ☆    | 2R 1:14  | TKO     | ジェリオン・ラブ                 | アメリカ合衆国   |                                                                               |
| 22           | 2019年9月28日  | ☆    | 9R 2:39  | TKO     | アンソニー・ディレル             | アメリカ合衆国   | WBC世界スーパーミドル級タイトルマッチ                                         |
| 23           | 2020年8月15日  | ☆    | 10R 終了 | TKO     | ロアメル・アレクシス・アングロ   | コロンビア       | 体重超過により王座剥奪                                                        |
| 24           | 2021年3月13日  | ☆    | 11R 2:03 | TKO     | ロナルド・エリス                 | アメリカ合衆国   |                                                                               |
| 25           | 2021年11月13日 | ☆    | 7R 2:15  | TKO     | カイロン・デービス               | アメリカ合衆国   |                                                                               |
| 26           | 2022年5月21日  | ☆    | 3R 1:31  | TKO     | デイビッド・レミュー             | カナダ           | WBC世界スーパーミドル級暫定王座決定戦                                         |
| 27           | 2023年3月25日  | ☆    | 12R      | 判定3-0 | カレブ・プラント                 | アメリカ合衆国   | WBC暫定防衛1                                                                  |
| 28           | 2023年11月25日 | ☆    | 6R 終了  | TKO     | デメトリアス・アンドラーデ       | アメリカ合衆国   | WBC暫定防衛2                                                                  |
| 29           | 2024年6月15日  | ☆    | 12R      | 判定3-0 | オレクサンドル・グウォジク       | ウクライナ       | WBC世界ライトヘビー級暫定王座決定戦                                           |
| 30           | 2025年2月1日   | ☆    | 12R      | 判定3-0 | デビッド・モレル                 | キューバ         | WBA・WBC暫定世界ライトヘビー級王座統一戦 WBA獲得・WBC暫定防衛1→正規王座に認定 |
| 31           | 2025年11月29日 |      |          |         | アンソニー・ヤード               | イギリス         | WBA・WBC世界ライトヘビー級タイトルマッチ 試合前                               |
| テンプレート |                |      |          |         |                                  |                  |                                                                               |

## 獲得タイトル
- NABF北米ライトヘビー級ジュニア王座
- WBC世界スーパーミドル級王座（1期目: 防衛1=休養王座認定、2期目: 防衛0=剥奪）
- WBC世界スーパーミドル級暫定王座（防衛2=返上）
- WBC世界ライトヘビー級暫定王座（防衛1=正規王座昇格）
- WBC世界ライトヘビー級王座（防衛0）
- WBA世界ライトヘビー級レギュラー王座（防衛0）

## ペイ・パー・ビュー売上げ
| 開催年月日     | イベント                                            | 販売件数  | テレビ局 | 備考   |
| -------------- | --------------------------------------------------- | --------- | -------- | ------ |
| 2023年11月25日 | デビッド・ベナビデス vs. デメトリアス・アンドラーデ | 10万件    | SHOWTIME | 75ドル |
| 2023年3月25日  | デビッド・ベナビデス vs. カレブ・プラント           | 17万5千件 | SHOWTIME | 75ドル |